# سیلور شدو (کشتی)
سیلور شد و (کشتی) (به انگلیسی: Silver Shadow (ship)) یک کشتی است که طول آن ۱۸۶ متر (۶۱۰ فوت) می‌باشد. این کشتی در سال ۲۰۰۰ ساخته شد.